# Chris Wakelin
Chris Wakelin, né le 16 mars 1992 à Rugby, dans le comté de Warwickshire, en Angleterre, est un joueur anglais professionnel de snooker. Sa carrière est principalement marquée par un succès lors du Snooker Shoot-Out 2023. Quelques mois après, il perd la finale du championnat international et atteint son meilleur classement. 

## Carrière
Wakelin commence le snooker à 8 ans et devient professionnel en 2013 à l'âge de 21 ans, passant par le tournoi de la Q School. Sa première saison sur le circuit professionnel est notamment marquée par une victoire 6-5 sur le 22e joueur mondial Ryan Day au premier tour du championnat du Royaume-Uni de snooker 2013.
À l'Open de la Ruhr 2014 (tournoi mineur), Wakelin élimine Matthew Glasby, Matthew Stevens, Thepchaiya Un-Nooh et Fergal O'Brien pour atteindre les quarts de finale où il est battu par Judd Trump sur le score de 4-1. En octobre 2014, il atteint son tout premier quart de finale dans un tournoi classant lors de l'Open d'Inde mais s'incline contre le Gallois Michael White par 4 à 2, après avoir mené par 2 à 1.
Des victoires sur Allan Taylor et Anthony McGill voient Wakelin se qualifier pour le troisième tour de l'Open d'Angleterre 2017 où il retrouve Ronnie O'Sullivan. Il remonte un retard de 2-0 pour triompher en manche décisive, à l'issue d'une rencontre où il aura inscrit un century break. Il bat ensuite Xiao Guodong sur le score de 4-3 pour disputer son premier quart de finale, où il perd 5-0 contre Stuart Bingham. 
En avril 2018, il se qualifie pour la première fois dans le tableau final du championnat du monde en remportant trois matchs de qualifications. Au premier tour, il affronte Judd Trump, no 4 au classement mondial. D'abord mené 8-4, Wakelin parvient à recoller au score et même à emmener Trump jusqu'à la manche décisive. Il perdra finalement la rencontre 10-9. Avec un quart de finale au Masters de Riga, il s'installe dans le top 50 mondial. 
Il réussit également à se qualifier lors de l'édition 2021, après une victoire contre Xiao Guodong au dernier tour de qualification (10-7). Il perd ensuite contre David Gilbert (10-4). Wakelin réitère encore l'année suivante, après avoir battu Jimmy Robertson au dernier tour de qualification. En 2021, il va aussi jusqu'en quart de finale à l'Open de Gibraltar, en battant notamment le 4e joueur mondial, Mark Selby.
Wakelin remporte son premier tournoi classé à l'occasion du Snooker Shoot-Out 2023. Il réalise un break de 119 points en finale, le meilleur du tournoi, lui permettant de triompher du jeune belge Julien Leclercq. Il empoche également un prix de 50 000 £. Wakelin enchaîne dès la semaine suivante avec un quart de finale au Masters d'Allemagne où il sort le no 4 mondial, Neil Robertson.
Fin 2023, il défait notamment Shaun Murphy et Jack Lisowski pour se hisser en finale de l'Open d'Irlande du Nord, à l'issue de laquelle il est assez largement battu par l'homme en forme Judd Trump. En avril 2024, il se propulse au 20e rang mondial. Wakelin dispute une nouvelle demi-finale en tournoi classé lors de l'Open d'Angleterre 2024, mais s'incline contre Neil Robertson (6-1). Il rallie une nouvelle finale majeure, à l'occasion du championnat international, dominant des joueurs comme John Higgins et Shaun Murphy,. Il est cependant éliminé à son tour par Ding Junhui qui remporte son premier trophée en cinq ans.
Au championnat du monde 2025, Wakelin surprend son monde en éliminant successivement Neil Robertson et Mark Allen, pour rejoindre son premier quart de finale dans la compétition,. Il est ensuite écrasé par Zhao Xintong (13-5), mais s'assure de terminer la saison dans le top 16. Il confirme ses bons résultats des dernières années dès l'entame de la saison 2025-2026, atteignant les demi-finales au Masters d'Arabie saoudite en prenant sa revanche sur Zhao. Il est éliminé par Ronnie O'Sullivan.

## Vie personnelle
Il s'entraine régulièrement avec Kyren Wilson, David Gilbert et Mark Selby à Nuneaton, au club de snooker Atack.

## Palmarès
| Légende | Catégorie                      | Titres                         | Finales                        |
|         | Tournois classés               | 1                              | 2                              |
|         | Tournois non classés           | 0                              | 0                              |
|         | Tournois amateurs              | 0                              | 0                              |
| Gras    | Tournois de la triple couronne | Tournois de la triple couronne | Tournois de la triple couronne |

### Titres
| Saison    | Nom du tournoi    | Lieu      | Finaliste       | Score | Tableau |
| 2022-2023 | Snooker Shoot-Out | Leicester | Julien Leclercq | 1-0   | Tableau |

### Finales perdues
| Saison    | Nom du tournoi            | Lieu    | Finaliste   | Score | Tableau |
| 2023-2024 | Open d'Irlande du Nord    | Belfast | Judd Trump  | 3-9   | Tableau |
| 2024-2025 | Championnat international | Nanjing | Ding Junhui | 7-10  | Tableau |